# Notogomphus spinosus
Notogomphus spinosus är en trollsländeart som först beskrevs av Karsch 1890.  Notogomphus spinosus ingår i släktet Notogomphus och familjen flodtrollsländor. IUCN kategoriserar arten globalt som livskraftig. Inga underarter finns listade i Catalogue of Life.